# Andrij Ljupka
Andrij Ljupka (укр. Андрій Любка; Riga, 3. decembar 1987. godine) je ukrajinski  pjesnik, prevodilac i esejista.

## Biografija
Rođen je u Rigi. Dugo je živio u Vinogradivu. Završio je vojnu školu u Mukačevima. Diplomirao je ukrajinsku filologiju na Užgorodskom nacionalnom univerzitetu 2009. godine. i balkanistiku na Univerzitetu u Varšavi (2014, Poljska).
Bio je jedan od urednika programa Međunarodnog festivala poezije „Kijevske lovorike“ (укр. Київські лаври). Urednik je programa internacionalnog festivala poezije „Meridian Czernowitz“ u Černivci. Dva puta ga je fondacija Gaude Polonia iz Poljske izabrala za stipendistu programa za mlade profesionalce iz oblasti kulture (2010. i 2012). Godine 2010. bio je rezidencijalni pisac internacionalne kuće za pisce i prevodioce Ventspilshouse iz Litvanijе. Dobitnik je i stipendije fondacije Willa Decijusza iz Poljske 2009. godine. Piše za Radio Slobodna Evropa. Pjesme su mu prevođene na šest stranih jezika.
Živi u Užgorodu.
Godine 2007. dobio je nagradu za najbolju debitantsku knjigu poezije, a 2011. i prestižnu pjesničku nagradu Kyiv Lawry.

## Knjige
Autor je knjiga poezije 
- Osam mjeseci šizofrenije (Užgorod, 2007),
- Terorizam (Ljviv, 2009),
- 40 dolara sa savjetom (Černjivci, 2012),

Proze
- Zbirke kratkih priča Ubica (Ljviv, 2012),
- Na njemačkom jeziku mu je objavljena zbirka pjesama u Austriji pod nazivom Notaufname (Innsbruck, 2012), a na poljskom - zbirka kratkih priča Ubica (Wroclaw, 2013).
- Zbirke eseja Spavati sa ženama (Černjivci, 2014),
- Romana "Karbid" (2015, kratki izbor za knjizevnu nagradu BBC Ukrakina, poljsko izdanje - 2016)
- Zbirke kratkih priča "Soba za tugu" (2016)

Nagrade, stipendije
- Writer-in-Residence in Pecs (Hungary, 2016)
- Reasearch Fellow at New Europe College (Bucharest, Romania, 2016)
- Writer-in-residence at Baltic Centre for Writers and Translators (Sweden, Gotland, 2015)
- Winner of literary awards “Debut" (2007) and “Kyiv Lawry” (2011)
- The curator of the International Poetry Festival “Kyiv Lawry” (2008, 2009, 2010, 2013)
- The curator of the International Poetry Festival “Meridian Czernowitz” (2012)
- The editor of the special issue of the journal “Tygiel kultury” (Lodz, Poland, 2010)
- Residence Internationalen Haus der Autorinnen und Autoren Graz (Graz, Austria, 2012)
- The Gaude Polonia Scholarship Programme for Young Foreign Cultural Professionals (2010, 2012 Warsaw, Poland)
- The International Writers' and Translators' House “Ventspilshouse” Scholarship (2010, Ventspils, Latvia)
- The “Willa Decijusza” foundation Scholarship (2009, Kraków, Poland)

Sa srpskog preveo je roman "Komo" Srđana Valjareviča.

## Spoljašnje veze
- Андрій Любка(језик: украјински)